# La corta notte delle bambole di vetro
La corta notte delle bambole di vetro es una coproducción italo-germano-yugoslava dirigida en 1971 por Aldo Lado.
Película de culto para los amantes del giallo, es una singular tentativa de combinar conspiraciones políticas con el horror de lo demoníaco. Filmada en su mayor parte en Zagreb, la película se caracteriza por la atmósfera onírica polanskiana, gracias principalmente a la música de Ennio Morricone y la fotografía de Giuseppe Ruzzolini.

## Sinopsis
En una cama de una morgue en Praga, el cuerpo del periodista norteamericano Gregory Moore espera ser sometido a una autopsia. Pero el hombre no está muerto. Suspendido en un estado cataléptico, él es muy consciente de lo que está sucediendo y recuerda todo lo que ocurrió. 
Investigando la desaparición de su novia (última de una serie de jóvenes asesinadas por un presunto asesino en serie), Moore descubrió que el local nocturno "Club 99" sirve de tapadera a una organización secreta, ramificada en todo el mundo y dirigida por el profesor Karting. Dicha organización manipula las mentes de las generaciones más jóvenes, a través de rituales orgiásticos de magia negra, para sofocar cualquier posible chispa de rebelión contra el orden establecido. 
Tras reunir pruebas de culpabilidad sobre el médico, Moore fue sorprendido por el Gran Sacerdote, que lo redujo a un estado de catalepsia y transportado al depósito de cadáveres de una universidad, donde será sometido a una demostración de autopsia. Finalmente, Moore muestra signos de vida, pero el profesor a quien se le ha confiado el cuerpo es el mismo profesor Karting y para el desafortunado periodista es el final.